# Geobotanika
Termín geobotanika se užívá ve dvou významech: jedním je starší synonymum fytocenologie, tedy nauky o rostlinných společenstvech, druhým, dnes obvyklejším, je chápání geobotaniky jako tzv. ekologické botaniky (angl. „ecological botany“).